# Postville (ort i Kanada)
Postville är en ort i Kanada.   Den ligger i provinsen Newfoundland och Labrador, i den östra delen av landet, 1 500 km nordost om huvudstaden Ottawa. Antalet invånare är 180. Postville Airport ligger nära orten.
Terrängen runt Postville är kuperad åt sydost, men åt nordväst är den platt. Trakten runt Postville är nära nog obefolkad, med mindre än två invånare per kvadratkilometer..